# ناتان جاوای
ناتان جاوای (انگلیسی: Nathan Jawai؛ زادهٔ ۱۰ اکتبر ۱۹۸۶) یک بازیکن بسکتبال اهل استرالیا است. از باشگاه‌هایی که در آن بازی کرده‌است می‌توان به باشگاه بسکتبال بارسلونا، تورنتو رپترز، و مینه‌سوتا تیمبرولوز اشاره کرد.